# Martin Špaňhel
Martin Špaňhel (født 1. juli 1977 i Zlin) er en tjekkisk ishockeyspiller. Han spiller forward for Frederikshavn White Hawks. Han er 189 cm høj og vejer 94 kilo. Han debuterede i sæsonen 2006/2007 og har spillet 26 A-landskampe.